# Херман II фон Вирнебург
Херман II фон Вирнебург (на немски: Hermann II (IV) von Virneburg; * пр. 1157; † сл. 1192) е граф на Вирнебург в днешен Рейнланд-Пфалц, Германия.

## Произход
Той е син на граф Херман I фон Вирнебург († сл. 1112) и внук на граф Бернардус фон Вирнебург († сл. 1061). Графовете на Вирнебург се появяват за пръв път в документи като свидетели през 11 век. Център на графството и резиденция на род Вирнебурги е замък Вирнебург.

## Фамилия
Херман II фон Вирнебург се жени за дъщеря на граф Готфрид I фон Куик и Арнсберг († сл. 1168) и Ида София фон Арнсберг († сл. 1154). Те имат двама сина:
- Готфрид фон Вирнебург († сл. 1204), женен и има трима сина
- Фридрих фон Вирнебург († сл. 1235), женен за Лукардис фон Кемпених, няма деца